# ملخ جنگلی
ملخ جنگلی (نام علمی: Omocestus rufipes) نام یک گونه از خانواده کج‌صورتان است.